# Axanthosomella gadagkari
Axanthosomella gadagkari är en stekelart som beskrevs av T.C. Narendran 2001. Axanthosomella gadagkari ingår i släktet Axanthosomella och familjen kragglanssteklar. Inga underarter finns listade.